# Vince Clarke
Vince Clarke, nome d'arte di Vincent John Martin (Basildon, 3 luglio 1960), è un tastierista e compositore britannico.
È stato il fondatore, nonché il primo leader e il primo autore delle canzoni del gruppo musicale dei Depeche Mode.
Fu Vince Clarke a scrivere il primo pezzo dei Depeche Mode, Photographic, che fece parte della compilation Some Bizzare Album insieme ad alcuni altri futuri grandi nomi della scena anni ottanta. Tutto questo nel 1980-1981, quando fu coniato il marchio Depeche Mode (prima si chiamavano Composition of Sound, prima ancora No Romance in China) costituiti da Clarke (alla voce e chitarra) e da Andy Fletcher (alla tastiera).
Nel 2020 è stato inserito nella Rock and Roll Hall of Fame come membro dei Depeche Mode.

## Biografia
Il 1980 è l'anno in cui Clarke nota l'audizione di Dave Gahan, che canta "Heroes" di David Bowie che gli vale l'entrata nel gruppo come cantante.
La svolta per il gruppo viene da Daniel Miller, discografico della Mute, che nota i Depeche Mode in un pub come supporto dei Fad Gadget. Diventa il loro produttore e li lancia verso il successo.
Il primo album, nel 1981, Speak & Spell, famoso per i singoli Dreaming of Me, New Life e Just Can't Get Enough (prima hit dei Depeche Mode), consacra la band.
Ma dopo il tour Clarke decide di lasciare. Clarke vuole proseguire con un sound new-wave più "danzereccio", mentre Martin Gore vuole tentare strade elettroniche più ardite dei semplici sintetizzatori, come il synthpop e l'industrial. Questo disaccordo porterà alla separazione artistica.
Dopo aver lasciato i Depeche Mode, nel 1982 forma il duo Yazoo con Alison Moyet. La collaborazione frutta due album di successo e si conclude pochi anni dopo. Clarke si rimette a cercare un cantante e lo trova con un'audizione; è Andy Bell: insieme formano nel 1985 il duo Erasure.
Nel 2008 in occasione del 25º anniversario dalla loro fondazione, Clarke e Moyet riformano gli Yazoo per un breve tour che ripropone i loro più grandi successi.
Nel 2011, Clarke torna a collaborare con i Depeche Mode, realizzando un remix di Behind the Wheel che verrà pubblicato come uno degli inediti nella raccolta Remixes 2: 81-11.
La sua collaborazione prosegue con Gore per il progetto VCMG che porta alla pubblicazione nel mese di marzo del 2012 dell'album Ssss.

## Discografia

### Da solista
- 1993 – Lucky Bastard
- 2009 – Deeptronica
- 2023 – Songs of Silence

### Con i Depeche Mode
- 1981 – Speak & Spell

### Con gli Yazoo
- 1982 – Upstairs at Eric's
- 1983 – You and Me Both

### Con i VCMG
- 2012 – Ssss

### Collaborazioni
- 1983 – The Assembly – Never Never
- 1999 – Robert Marlow – The Peter Pan Effect
- 1999 – Paul Quinn e Martyn Ware – Vince Clarke & Martin Ware Experiment